# Mutoscoop

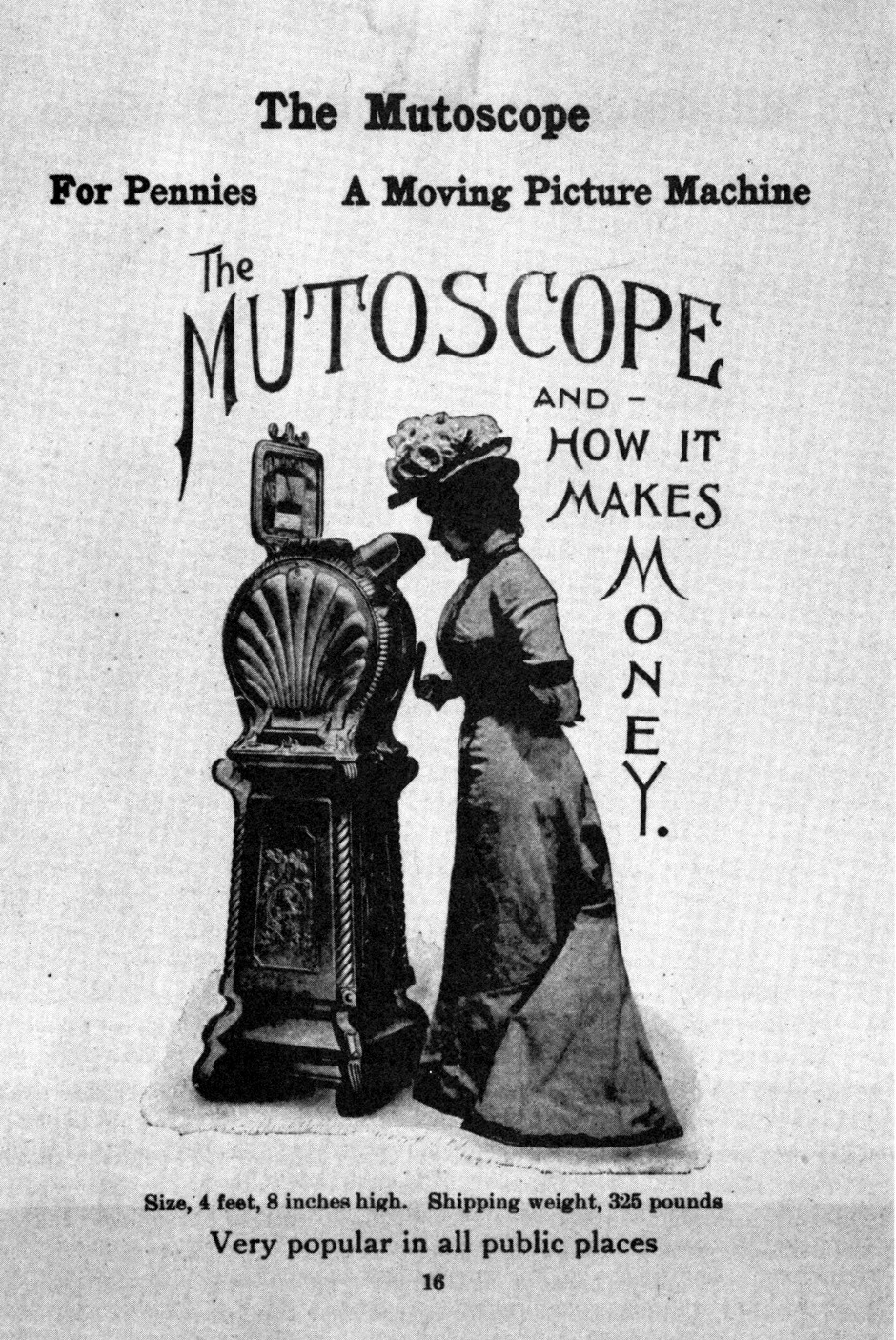
Advertentie voor de mutoscoop uit 1899

Een mutoscoop is een vroege 'filmprojector', gepatenteerd door Herman Casler in 1894.
Net als bij de kinetoscoop van Thomas Edison wordt er niet op een scherm geprojecteerd, maar moet men naar het apparaat zelf kijken, waardoor maar één persoon tegelijk het filmpje kan zien. Omdat de mutoscoop goedkoper was dan de kinetoscoop, was het apparaat een vrij groot succes.
De mutoscoop ziet er eigenlijk uit als een grote Rolodex, waarbij de kaarten (meestal zo'n 850) met grote snelheid werden omgeklapt. Hierdoor duurde een 'film' ongeveer één minuut.

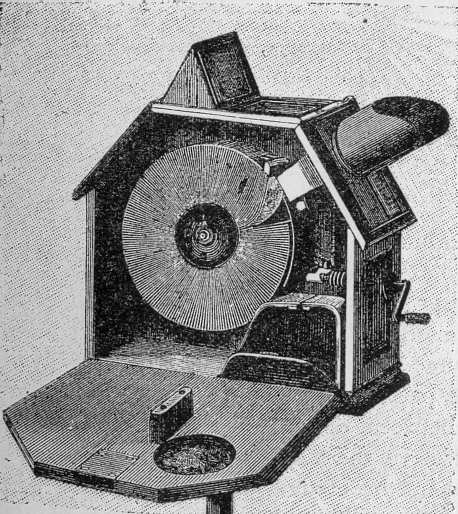
Opengeklapte mutoscoop